# Črnkovci
Črnkovci – wieś w Chorwacji, w żupanii osijecko-barańskiej, w gminie Marijanci. W 2011 roku liczyła 810 mieszkańców.